# Ugandatrichia atakpamensis
Ugandatrichia atakpamensis är en nattsländeart som beskrevs av Francois-Marie Gibon 1987. Ugandatrichia atakpamensis ingår i släktet Ugandatrichia och familjen smånattsländor. Inga underarter finns listade i Catalogue of Life.